# Worden (Illinois)
Worden – wieś w Stanach Zjednoczonych, w stanie Illinois, w hrabstwie Madison.